# Tâm Kính
Tâm Kính (1920 – 2008), tên thật là Trần Thị Trắc, tên thường dùng là Bội Hoàn, Lê Thị Thu, thường được gọi là cô Tâm Kính, là một trong những nhà lãnh đạo phong trào phụ nữ Việt Nam, Đảng viên Đảng Cộng sản Việt Nam.

## Thân thế
Bà Tâm Kính sinh ngày 30 tháng 9 năm 1920. Quê bà sau Cách mạng tháng Tám thuộc thôn Đông Đạo, xã Đồng Tâm, huyện Tam Đảo, tỉnh Vĩnh Phú, nay là phường Đồng Tâm, thành phố Vĩnh Yên, tỉnh Vĩnh Phúc. Bà học ở trường Albert Sarraut và thông thạo tiếng Pháp.

## Hoạt động làm báo
Năm 1936–1939, bà tham gia phong trào đấu tranh của Mặt trận Dân chủ Đông Dương, tham gia vận động Trịnh Văn Phú, Nguyễn Văn Tiến ứng cử nghị viên Viện Dân biểu Bắc Kỳ. Cũng trong thời gian này, bà tham gia tòa soạn báo Le Travail (Lao động) cùng Võ Nguyên Giáp và Bùi Lâm.
Năm 1944, trước tình hình nạn đói, bà Tâm Kính tham gia "Tổ cứu đói" của bà Đào Phi Nhung và nhà thơ Vân Đài gồm 8 người. "Tổ cứu đói" tổ chức đi xin tiền, xin gạo, sắp xếp chỗ ăn, ngủ cho trẻ em vượt qua nạn đói. Tháng 1 năm 1945, bà cùng Vân Đài cho xuất bản tờ báo Phụ nữ mới do bà Vân Đài làm chủ nhiệm còn bà làm chủ bút.
Ngày 10 tháng 3 năm 1945, sau vụ Nhật đảo chính Pháp, tờ Phụ nữ mới bị tịch thu. Bà Vân Đài bị giam ở nhà tù Hỏa Lò, còn bà bị giam ở nhà dầu Shell trên phố Trần Hưng Đạo (Hà Nội). Ngày 17 tháng 8, Mặt trận Việt Minh cho phá cổng nhà dầu, giải thoát cho bà.

## Tham gia chính trị
Năm 1945, bà tham gia Ban chấp hành lâm thời Hội Phụ nữ Cứu quốc thuộc Mặt trận Việt Minh và làm chủ bút tờ Tiếng gọi Phụ nữ.
Ngày 26 tháng 9 năm 1945, với tư cách đại biểu Phụ nữ Cứu Quốc, bà được Chủ tịch Hồ Chí Minh bổ nhiệm là một trong chín thành viên Ủy ban dự thảo thể lệ Tổng tuyển cử cùng Trần Huy Liệu, Vũ Đình Hòe, Cù Huy Cận, Nguyễn Mạnh Hà, Nguyễn Hữu Đang, Nguyễn Văn Chúc, Nguyễn Hữu Tiêu, Lê Văn Giang.
Tháng 12 năm 1945, bà cùng bà Vĩnh Thụy là hai thành viên nữ thuộc Ủy ban Nghiên cứu Kế hoạch Kiến thiết.
Tháng 1 năm 1946, bà trúng cử Đại biểu Quốc hội khóa I. Đến khi Toàn quốc kháng chiến bùng nổ, bà lên chiến khu.
Tháng 1 năm 1947, bà được kết nạp vào Đảng Cộng sản Đông Dương.
Tháng 8 năm 1948, bà đổi tên là Bội Hoàn, làm Tổng biên tập báo Phụ nữ Việt Nam - cơ quan ngôn luận của Hội Liên hiệp phụ nữ Việt Nam.
Năm 1950, bà được bầu làm Ủy viên Ban Chấp hành Trung ương Hội Liên hiệp phụ nữ Việt Nam nhiệm kỳ 1950 – 1958.

## Vào Nam
Năm 1951, bà vào Nam, công tác ở Trung ương Cục miền Nam.
Từ 1952 đến 1954, bà giữ chức Quyền Bí thư Đảng đoàn Phụ nữ tỉnh Sóc Trăng.
Năm 1964, bà giữ chức Chánh Văn phòng Ban Chấp hành Trung ương Hội Liên hiệp phụ nữ Giải phóng miền Nam Việt Nam.
Tháng 10 năm 1974, bà được cử vào Ban sử Phụ nữ Trung ương, sưu tầm tư liệu và viết xong bộ Lịch sử phong trào Phụ nữ Việt Nam.